# Bourganeuf
Bourganeuf település Franciaországban, Creuse megyében. Lakosainak száma 2408 fő (2022. január 1.). Bourganeuf Mansat-la-Courrière, Faux-Mazuras, Montboucher, Saint-Junien-la-Bregère és Saint-Dizier-Masbaraud községekkel határos.

## Népesség
A település népességének változása:
| Lakosok száma | 3804 | 3738 | 3385 | 2980 | 2732 | 2732 | 2572 | 2478 | 2462 | 2408 |
|               | 1968 | 1982 | 1990 | 2006 | 2013 | 2015 | 2017 | 2019 | 2020 | 2022 |